# Budget Food
Budget Food is een Nederlandse winkelketen voor voedingsmiddelen en huishoudelijke artikelen, die voornamelijk afkomstig zijn van restpartijen. Het hoofdkantoor en het distributiecentrum zijn gevestigd in Middenmeer.
Budget Food ontstond uit Winstpallet, waarmee ondernemers Muller en Van Vuure restpartijen verhandelden voor discounters als Big Bazar, Xenos en Action. Ze zagen dat er nog steeds veel voedsel weggegooid werd en zochten een manier om dit toch te verkopen. 
In 2013 werd het eerste filiaal geopend in Den Helder. 
Het assortiment bestaat voor ongeveer 80% uit levensmiddelen die om allerlei redenen niet meer courant zijn, zoals dicht aanzitten tegen de uiterste houdbaarheidsdatum, overblijven van een promotieactie, foutjes hebben in de etikettering of resultaat zijn van overproductie. De prijzen liggen vaak 50 tot 70% lager. Ook houdt men een klein vast assortiment aan, zoals blikjes frisdrank en producten van Everyday, het samen met Colruyt opgerichte huismerk.
Budget Food zit vooral op locaties in de buurt van zogenaamde full-service supermarkten; zo kunnen de boodschappen die bij Budget Food niet verkrijgbaar zijn, makkelijk bij reguliere supermarkten gehaald worden. De keten richt zich op consumenten die weinig te besteden hebben en op prijsbewuste consumenten die bereid zijn meerdere supermarkten te bezoeken voor de beste koopjes.
Anno 2025 zijn er vijftien vestigingen. Budget Foods worden vooral gevonden in regio's waar het economisch minder goed gaat. Er zijn concentraties in de noordelijke provincies en in Zuid-Limburg.

## Vestigingen
- Beverwijk
- Delfzijl
- Heerlen
- Heino
- Hoogezand
- Julianadorp
- Kerkrade
- Leeuwarden
- Musselkanaal
- Oosterwolde
- Steenwijk
- Winschoten
- Wolvega
- Zeewolde
- Zwijndrecht